# Fortaleza de Alvsburgo
A Fortaleza de Velha Alvsburgo (em sueco: Gamla Älvsborg), anteriormente designada por Castelo de Elfsburgo (em sueco: Elfsborgs slott), foi uma importante fortificação do século XIV ao XVII.                                                                                           Está situada na margem sul do rio Gota - a poucos quilómetros da sua foz no Mar do Norte, e localizada em Klippan, no bairro de Kungsladugård em Gotemburgo.                                                                                                                                                                                 

Foi durante mais de três séculos o bastião que permitiu o acesso da Suécia ao Mar do Norte - entalada como uma cunha entre a Bohuslän norueguesa e a Halland dinamarquesa, numa terra de ninguém disputada por estes três países.                                                                                             
Hoje em dia restam apenas algumas ruínas da época do Renascimento, tendo desaparecido tudo o que havia da Idade Média.
Dada a sua posição estratégica, apetecida pela Suécia, Dinamarca e Noruega, a fortaleza foi atacada várias vezes pelos dinamarqueses, que a conseguiram conquistar em 1502 (por Cristiano II), em 1563 (Guerra Nórdica dos Sete Anos) e em 1612 (Guerra de Calmar). 

Em 1660, foi demolida e substituída pela Nova Alvsburgo, erigida numa ilha na foz do Gota.

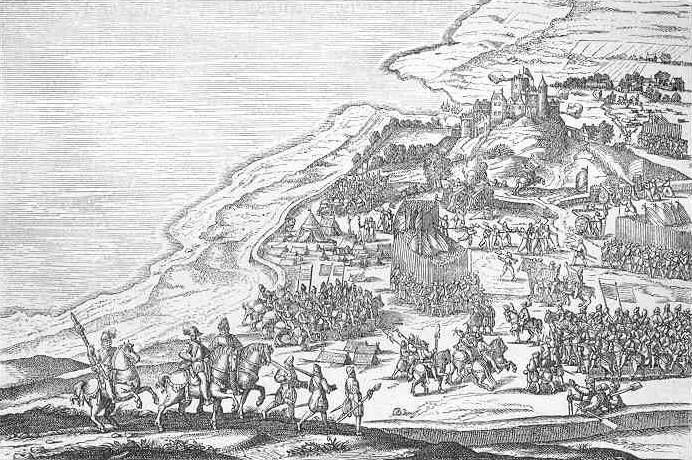
Fredrik II da Dinamarca conquista a fortaleza em 1563
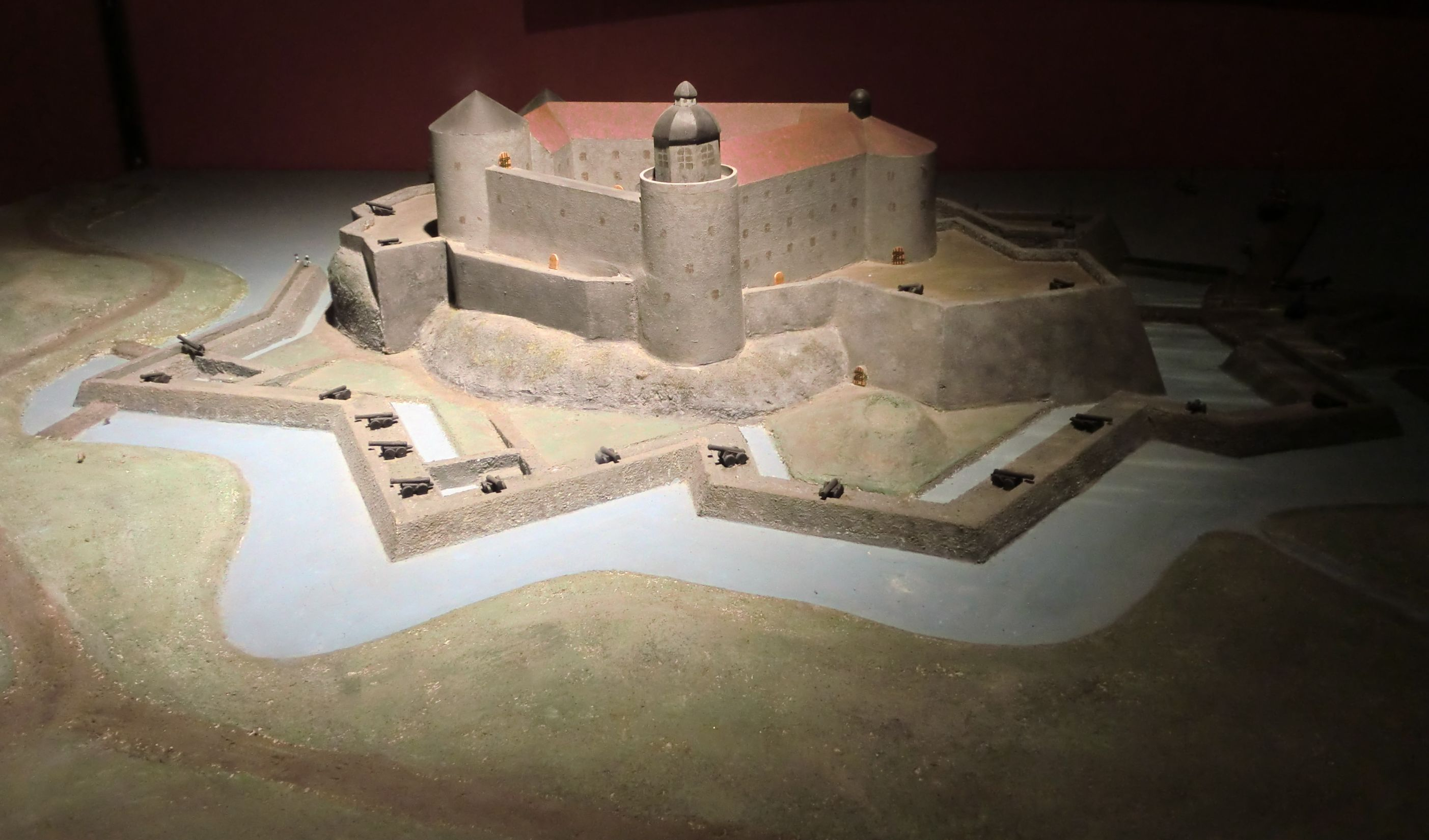
A fortaleza em 1650
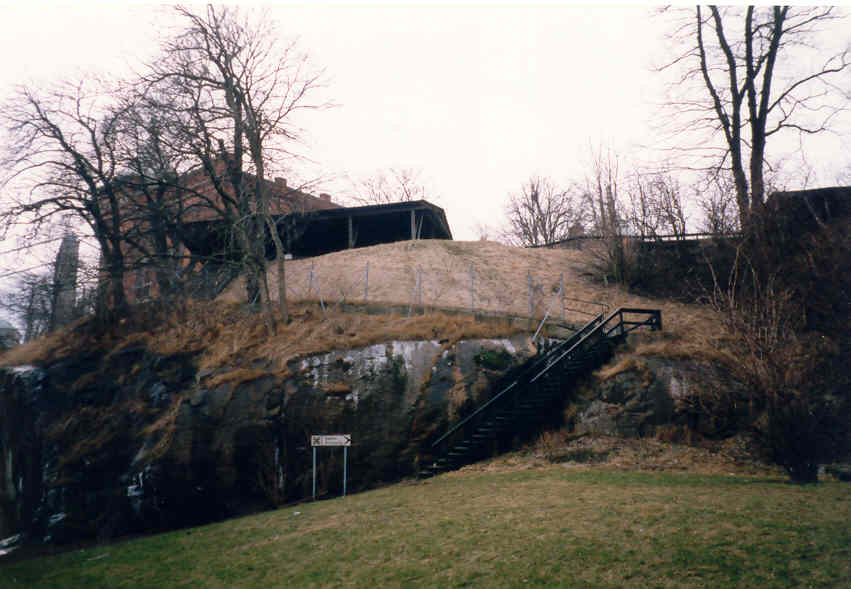
As ruínas da fortaleza em 2000
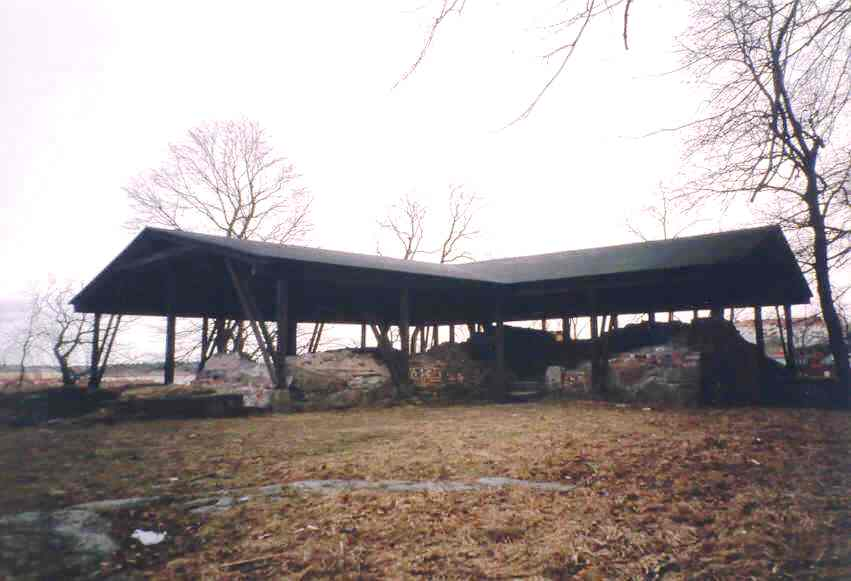
As ruínas da fortaleza em 2000